# Jezioro Borzymowskie
Jezioro Borzymowskie – jezioro w woj. kujawsko-pomorskim, w powiecie włocławskim, w gminie Choceń, leżące na terenie Pojezierza Kujawskiego.

## Hydronimia
Jezioro pojawia się w źródłach w 1839 jako Borzymskie Jez., a następnie Jezioro Chocińskie (1890), Jezioro Bożymowickie (1890). W elektronicznym słowniku hydronimów Polski nazwę jeziora wywodzi się od pobliskiej wsi Borzymowice. Państwowy rejestr nazw geograficznych jako nazwę zestandaryzowaną akwenu podaje Jezioro Borzymowskie, nie wymieniając nazw obocznych.

## Morfometria
Według danych Instytutu Rybactwa Śródlądowego powierzchnia zwierciadła wody jeziora wynosi 175 ha, natomiast A. Choiński, poprzez planimetrowanie na mapach 1:50 000, określił wielkość jeziora na 190 ha. Jeziorna jednolita część wód powierzchniowych ma powierzchnię 165 ha.
Średnia głębokość zbiornika wodnego to 4,2 m, a maksymalna – 10,5 m. Objętość jeziora wynosi 7358,6 tys. m³. Maksymalna długość jeziora to 2600 m, a szerokość 850 m. Długość linii brzegowej wynosi 8400 m.
Według Atlasu jezior Polski (red. J. Jańczak, 1997) lustro wody znajduje się na wysokości 89 m n.p.m., natomiast według numerycznego modelu terenu udostępnionego przez Geoportal lustro wody znajduje się na wysokości 89,9 m n.p.m.
Według Mapy Podziału Hydrograficznego Polski leży na terenie zlewni szóstego poziomu Bezpośrednia zlewnia jez. Borzymowskiego. Identyfikator MPHP to 278679.

## Zagospodarowanie
W systemie gospodarki wodnej jezioro tworzy jednolitą część wód o kodzie PLLW20047. Administratorem wód jeziora jest Regionalny Zarząd Gospodarki Wodnej w Warszawie. Utworzył on obwód rybacki, który obejmuje między innymi wody jezior Borzymowskiego i Krukowskiego (Obwód rybacki jeziora Borzymowskiego w zlewni rzeki Chodeczka nr 6). Gospodarkę rybacką na jeziorze prowadzi Gospodarstwo Rybackie Włocławek.
Jezioro pełni również funkcje rekreacyjne. W 2023 roku znajdowało się tutaj jedno kąpielisko wyznaczone zgodnie z zasadami dyrektywy kąpieliskowej – Kąpielisko Plaża Choceń. W tym samym roku jakość wód tego kąpieliska oceniono jako doskonałą. W 2023 roku kąpielisko było prowadzone przez Gminę Choceń.

## Czystość wód i ochrona środowiska
Badania z 2021 roku zaliczyły wody jeziora do wód o słabym stanie ekologicznym, co odpowiada IV klasie jakości. Wskaźnikiem, który zadecydował o czwartej klasie, był stan fitoplanktonu, podczas gdy stan makrozoobentosu, ichtiofauny, fitobentosu oraz makrofitów oceniono jako umiarkowany. W tym samym roku stan chemiczny wód określono jako poniżej dobrego, a elementami przekraczającym normę była zawartość PBDE, rtęci i heptachloru w tkankach ryb. Przeźroczystość wód została określona na 1,35 metra. Zbiornik wytypowano do reperowej sieci monitoringu jakości wody.
Jezioro nie jest objęte żadną formą ochrony przyrody.